# フラグシップ機
フラグシップ機（フラグシップき、flagship model）は、ある分野で複数の製品を製造・販売するメーカーの商品群の中で、メーカーの象徴的存在となる製品やメーカーが技術の総力を揚げて取り組んだ製品を指し、フラグシップモデルやフラグシップ（フラッグシップ）と称され、通常はメーカーの最高価格や最高級の製品が多い。
主に時事用語の一つとして用いられ、IT関連商品、家電品、自動車、オートバイなど、価格帯に幅のある商品群で位置付けを示す意味として用いられる。

## 目的
商品群で「フラグシップ」が用いられる場合は、二通りに大別される。一つは市場における知名度や歴史などが加味されて好評なベストセラー商品やその系譜を引き継ぐものなどで、メーカーとして「最も重要な位置づけの製品」である。一方はメーカーの商品群で特に性能、価格、機能などの最高級品である。前者は主にメーカーの販売戦略上の表現で性能や価格は重要な要素ではない、一般的に後者の意味として用いられることが多い。

## ハイエンド
フラグシップと同様に用いられる用語にハイエンド (high-end) があり、商品群で最上級の位置付けを示す意味が多い。
両者を同一のものとする見方もあるが、ハイエンドは商品群の価格評価に重点がおかれ、異なる商品シリーズが存在するメーカーでは各シリーズごとにハイエンドが存在して同一種別内で複数存在する場合がある。フラグシップは同一種別内で複数存在せず「頂点にある一製品のみ」を指す場合が多いが、製品が対象とする市場が異なる場合はメーカーの同一種別内の商品群に複数フラグシップが存在する場合もある。ハイエンドは質実剛健だが簡素なモデルで、フラグシップ機は性能はハイエンド機に劣るが豊富な機能が満艦飾なモデルが多く、フラグシップは一般的にハイエンドに類別されるが、ハイエンドはフラグシップに必ずしも当たらない。例えばトヨタ自動車のフラッグシップはクラウンであるが、ハイエンドはセンチュリーである。
ハイエンドの対義語はローエンドである。「ロー (low) 」= 低価格・低性能を指し、ブランドの製品群で最も低価格で、低価格を実現するために性能が低かったり、機能が削減や意図的に制限されている製品群である。

## 語源
海軍で艦隊司令が坐乗する艦である旗艦（フラグシップ、flagship：司令官旗は司令官坐乗を意味する）に由来する。旗艦は、平時の抑止力としての軍であれば「最も威容がある」艦で、戦時は戦略上の必然から「最も沈まないであろう」艦であることが要求される。